# Antun Palić
Antun Palić (Zagabria, 25 giugno 1988) è un ex calciatore croato, di ruolo centrocampista.

## Carriera

### Club
Dopo aver trascorso un anno nelle giovanili del Lučko si trasferisce al Croatia Sesvete dove per due stagioni colleziona 7 presenze e 3 reti. Nel 2010 si trasferisce all'Inter Zaprešić e colleziona 4 reti in 24 presenze e nel 2011 si trasferisce alla Dinamo Zagabria dove ha collezionato 5 presenze.

### Nazionale
Nel 2011 viene convocato per la prima volta in nazionale Under-21, dove ha collezionato 11 presenze.

## Statistiche

### Cronologia presenze e reti in nazionale
| Cronologia completa delle presenze e delle reti in nazionale ― Croazia under 21 | Cronologia completa delle presenze e delle reti in nazionale ― Croazia under 21 | Cronologia completa delle presenze e delle reti in nazionale ― Croazia under 21 | Cronologia completa delle presenze e delle reti in nazionale ― Croazia under 21 | Cronologia completa delle presenze e delle reti in nazionale ― Croazia under 21 | Cronologia completa delle presenze e delle reti in nazionale ― Croazia under 21 | Cronologia completa delle presenze e delle reti in nazionale ― Croazia under 21 | Cronologia completa delle presenze e delle reti in nazionale ― Croazia under 21 |
| Data                                                                            | Città                                                                           | In casa                                                                         | Risultato                                                                       | Ospiti                                                                          | Competizione                                                                    | Reti                                                                            | Note                                                                            |
| ------------------------------------------------------------------------------- | ------------------------------------------------------------------------------- | ------------------------------------------------------------------------------- | ------------------------------------------------------------------------------- | ------------------------------------------------------------------------------- | ------------------------------------------------------------------------------- | ------------------------------------------------------------------------------- | ------------------------------------------------------------------------------- |
| 11-2-2009                                                                       | Costrena                                                                        | Croazia under 21                                                                | 2 – 1                                                                           | Macedonia del Nord under 21                                                     | Amichevole                                                                      | -                                                                               | 39’                                                                             |
| 5-9-2009                                                                        | Fredrikstad                                                                     | Norvegia under 21                                                               | 1 – 3                                                                           | Croazia under 21                                                                | Qual. Europeo Under-21 2011                                                     | -                                                                               | 81’ 82’                                                                         |
| 11-8-2010                                                                       | Varaždin                                                                        | Croazia under 21                                                                | 4 – 1                                                                           | Norvegia under 21                                                               | Qual. Europeo Under-21 2011                                                     | -                                                                               | 39’ 51’                                                                         |
| 9-10-2010                                                                       | Burgos                                                                          | Spagna under 21                                                                 | 2 – 1                                                                           | Croazia under 21                                                                | Qual. Europeo Under-21 2011                                                     | -                                                                               | 88’                                                                             |
| Totale                                                                          |                                                                                 | Presenze                                                                        | 4                                                                               |                                                                                 | Reti                                                                            | 0                                                                               |                                                                                 |

| Cronologia completa delle presenze e delle reti in nazionale ― Croazia under 20 | Cronologia completa delle presenze e delle reti in nazionale ― Croazia under 20 | Cronologia completa delle presenze e delle reti in nazionale ― Croazia under 20 | Cronologia completa delle presenze e delle reti in nazionale ― Croazia under 20 | Cronologia completa delle presenze e delle reti in nazionale ― Croazia under 20 | Cronologia completa delle presenze e delle reti in nazionale ― Croazia under 20 | Cronologia completa delle presenze e delle reti in nazionale ― Croazia under 20 | Cronologia completa delle presenze e delle reti in nazionale ― Croazia under 20 |
| Data                                                                            | Città                                                                           | In casa                                                                         | Risultato                                                                       | Ospiti                                                                          | Competizione                                                                    | Reti                                                                            | Note                                                                            |
| ------------------------------------------------------------------------------- | ------------------------------------------------------------------------------- | ------------------------------------------------------------------------------- | ------------------------------------------------------------------------------- | ------------------------------------------------------------------------------- | ------------------------------------------------------------------------------- | ------------------------------------------------------------------------------- | ------------------------------------------------------------------------------- |
| 22-10-2008                                                                      | Cirquenizza                                                                     | Croazia under 20                                                                | 1 – 2                                                                           | Italia under 20                                                                 | Amichevole                                                                      | 1                                                                               | 51’                                                                             |
| 19-11-2008                                                                      | Vrbovec                                                                         | Croazia under 20                                                                | 1 – 1                                                                           | Ungheria under 20                                                               | Amichevole                                                                      | -                                                                               |                                                                                 |
| 4-3-2009                                                                        | Gradisca d'Isonzo                                                               | Italia under 20                                                                 | 1 – 2                                                                           | Croazia under 20                                                                | Amichevole                                                                      | -                                                                               | 51’                                                                             |
| Totale                                                                          |                                                                                 | Presenze                                                                        | 3                                                                               |                                                                                 | Reti                                                                            | 1                                                                               |                                                                                 |

| Cronologia completa delle presenze e delle reti in nazionale ― Croazia under 19 | Cronologia completa delle presenze e delle reti in nazionale ― Croazia under 19 | Cronologia completa delle presenze e delle reti in nazionale ― Croazia under 19 | Cronologia completa delle presenze e delle reti in nazionale ― Croazia under 19 | Cronologia completa delle presenze e delle reti in nazionale ― Croazia under 19 | Cronologia completa delle presenze e delle reti in nazionale ― Croazia under 19 | Cronologia completa delle presenze e delle reti in nazionale ― Croazia under 19 | Cronologia completa delle presenze e delle reti in nazionale ― Croazia under 19 |
| Data                                                                            | Città                                                                           | In casa                                                                         | Risultato                                                                       | Ospiti                                                                          | Competizione                                                                    | Reti                                                                            | Note                                                                            |
| ------------------------------------------------------------------------------- | ------------------------------------------------------------------------------- | ------------------------------------------------------------------------------- | ------------------------------------------------------------------------------- | ------------------------------------------------------------------------------- | ------------------------------------------------------------------------------- | ------------------------------------------------------------------------------- | ------------------------------------------------------------------------------- |
| 2-5-2007                                                                        | Zagabria                                                                        | Croazia under 19                                                                | 1 – 1                                                                           | Svizzera under 19                                                               | Amichevole                                                                      | -                                                                               | 90+4’                                                                           |
| Totale                                                                          |                                                                                 | Presenze                                                                        | 1                                                                               |                                                                                 | Reti                                                                            | 0                                                                               |                                                                                 |

## Palmarès

### Club

#### Competizioni nazionali
- Campionato croato: 2

Dinamo Zagabria: 2010-2011, 2011-2012
- Coppa di Croazia: 2

Dinamo Zagabria: 2010-2011, 2011-2012
- Coppa di Lega rumena: 1

Dinamo Bucarest: 2016-2017
- Campionato moldavo: 2

Sheriff Tiraspol: 2018, 2019
- Coppa di Moldavia: 1

Sheriff Tiraspol: 2018-2019